# Dia Internacional de la Diversitat Biològica

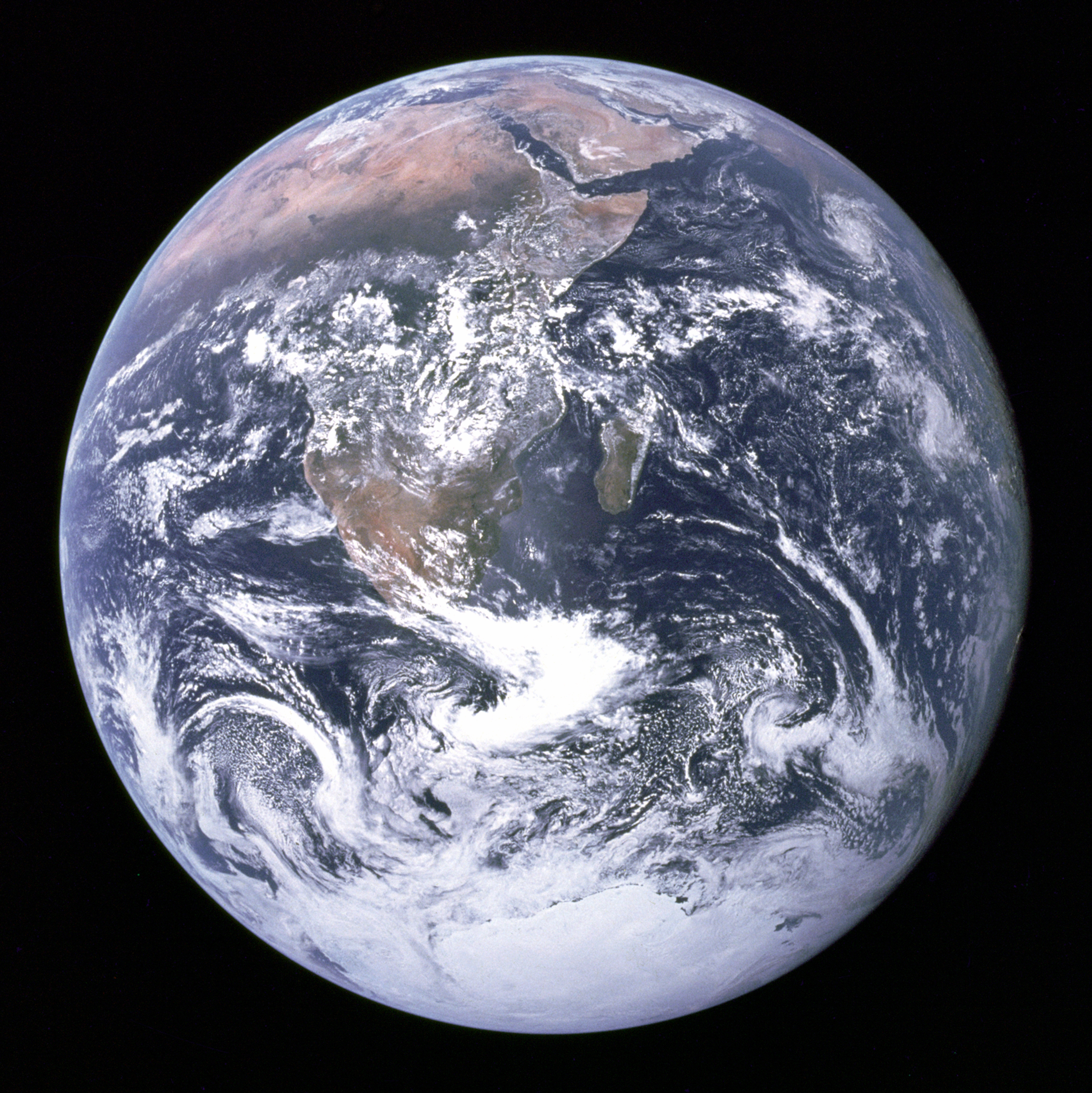
El planeta terra vist des de l'Apollo 17.

El Dia Internacional de la Diversitat Biològica (o el Dia Mundial de la Biodiversitat) és un dia internacional promogut per les Nacions Unides per a la promoció de la biodiversitat. La diversitat biològica, o biodiversitat, és el terme que es fa referència a l'àmplia varietat d'éssers vius sobre la Terra i els patrons naturals que la conformen. Se celebra anualment cada 22 de maig.
Des de la seva creació per la Segona Comissió de l'Assemblea General de l'ONU l'any 1993 fins a l'any 2000, es va celebrar el 29 de desembre. Però el 20 de desembre de 2000 la data va ser canviada per commemorar l'aprovació de la Convenció el 22 de maig de 1992 a la Cimera de la Terra de Rio, i per evitar les moltes altres festes que tenen lloc tot arreu des de mitjan desembre.